# Osvaldo Cruz (ort)
Osvaldo Cruz är en ort i Brasilien.   Den ligger i kommunen Osvaldo Cruz och delstaten São Paulo, i den södra delen av landet, 700 km söder om huvudstaden Brasília. Osvaldo Cruz ligger 465 meter över havet och antalet invånare är 25 746.
Terrängen runt Osvaldo Cruz är huvudsakligen platt. Osvaldo Cruz ligger uppe på en höjd. Osvaldo Cruz är det största samhället i trakten.
Trakten runt Osvaldo Cruz består i huvudsak av gräsmarker. Runt Osvaldo Cruz är det ganska glesbefolkat, med 38 invånare per kvadratkilometer.